# Orthopyxis affabilis
Orthopyxis affabilis is een hydroïdpoliep uit de familie Campanulariidae. De poliep komt uit het geslacht Orthopyxis. Orthopyxis affabilis werd in 2003 voor het eerst wetenschappelijk beschreven door Vervoort & Watson. 